# Władłen Naumenko
Władłen Wasylowycz Naumenko, ukr. Владлен Васильович Науменко, ros. Владлен Васильевич Науменко, Władlen Wasiljewicz Naumienko (ur. 5 listopada 1947 w Orsze, w obwodzie witebskim, Białoruska SRR, zm. 16 listopada 2024) – ukraiński piłkarz, grający na pozycji pomocnika lub obrońcy, trener piłkarski.

## Kariera piłkarska
W 1964 rozpoczął karierę piłkarską w klubie Awanhard Tarnopol. W 1971 został zaproszony do Sudnobudiwnyka Mikołajów. W 1972 został powołany do wojska, gdzie służył w wojskowym klubie Zirka Tyraspol. W 1974 został piłkarzem Nistru Kiszyniów, ale latem 1974 powrócił do Sudnobudiwnyka Mikołajów, gdzie potem został wybrany na kapitana drużyny. Latem 1980 odszedł do Krystału Chersoń, w którym zakończył karierę piłkarza.

## Kariera trenerska
Po zakończeniu kariery piłkarskiej rozpoczął pracę szkoleniowca. W 1980 trenował zespół amatorski Okean Mikołajów. Od 1981 do czerwca 1982 pomagał trenować piłkarzy Sudnobudiwnyka Mikołajów, a potem pracował w Szkole Sportowej z dziećmi. W końcu lat 80. XX wieku również trenował juniorską reprezentację Ukraińskiej SRR, z którą w 1989 zdobył Puchar Nadija (3-krotnie był finalistą). Od lipca do końca 1992 prowadził Ewis Mikołajów. Ponownie ponownie pracował w Szkole Sportowej. W sezonie 2006/07 stał na czele drugiej drużyny mikołajowskiego klubu. Również pracował jako inspektor meczów piłkarskich w Mikołajowskim Obwodowym Związku Piłki Nożnej.

## Sukcesy i odznaczenia

### Sukcesy piłkarskie
Awanhard Tarnopol
- mistrz Ukraińskiej SRR: 1968

Sudnobudiwnyka Mikołajów
- mistrz Ukraińskiej SRR: 1974
- wicemistrz Ukraińskiej SRR: 1971

### Odznaczenia
- tytuł Mistrza Sportu ZSRR: 1968